# جایزه گرابوفسکی
جایزه گرابوفسکی، از جمله معتبرترین جوایز ادبی در میان اسپرانتیست های سرتاسر جهان محسوب می‌شود که از سوی بنیاد آنتوان گرابوفسکی که خود بخشی از انجمن جهانی اسپرانتو می باشد، به نویسندگان جوان به زبان اسپرانتو اهداء می گردد. نام این جایزه برگرفته از پدر ادبیات اسپرانتو، آنتوان گرابوفسکی می باشد. 